# رد دد: شش‌لول
رد دد: رِوولوِر (به انگلیسی: Red Dead: Revolver) یک بازی اکشن-ماجراجویی در سبک وسترن است که توسط استودیوی آمریکایی راک‌استار سن‌دیگو ساخته شده است و به‌وسیلهٔٔ راک‌استار گیمز در سال ۲۰۰۴ برای دو کنسول پلی‌استیشن ۲ و اکس‌باکس عرضه شده است. این اولین قسمت در مجموعه بازی‌های رد دد به شمار می‌رود. در این بازی، بازیکن در نقش جایزه بگیری به نام رد هارلو قرار می گیرد.

## روند ساخت
ساخت بازی ابتدا در سال ۲۰۰۲ میلادی توسط استودیوی ژاپنی کپ‌کام آغاز شد که از عناصر بازی پیشین خود با عنوان گان.اسموک (۱۹۸۵) الهام گرفته بودند. اما وقتی شرکت آمریکایی راک‌استار گیمز امتیاز این بازی را خرید، ساخت آن به استودیوی راک‌استار سن‌دیگو سپرده شد و سبک بازی هم از یک وسترن آمریکایی به وسترن اسپاگتی تغییر کرد.